# جائز صفائحي
تصنع المقاطع النصامية الفولاذية   وفق اشكال خطية شائعة تلبي الكثير من حاجات الهندسة المدنية.   وتعطي هذه الاشكال أسماء نصامية يرجع إليها عند التداول الهندسي وطلب المواد اللازمة في التنفيذ.

## تعريف الجائز الصفائحي
هو عبارة عن منشا خطي يركب من عناصر فولاذية تتالف من صفائح تشكل جسد العنصر الخطي واشكال أخرى مختلفة كالزوايا والصفائح تشكل جناح العنصر الخطي.

## استخدام الجائز الصفائحي
تستخدم الجوائز الصفائحية لحمل احمال كبيرة وبفتحات طويلة نسبة إلى الجوائز المجمعة أو النظامية وتشاهد الجوائز الصفائحية في الابنية ذات الجوائز بفتحات طويلة وفي جوائز الرافعات وأيضا في الجسور.

## اشكال المقاطع
يتالف مقطع الجائز الصفائحي عادة من مقطع بشكل حرف لاتيني I حيث الجسد وكل من الجناحين هو صفيحة مستوية.
كما يمكن ان يكون مقطع الجائز الصفائحي بشكل صندوق مغلق ويدعى بهذه الحال الجائز الصندوقي.ويتالف كل من الجناحين والجسدين من صفيحة مستوية.

## الاحمال والاجهادات
تنقل الاحمال إلى الجائز الصفائحي عبر بلاطة السقف وجوائز السقف والجوائز الشاقولية والمساند والاعمدة وتنشا الاجهادات نتيجة لعزوم الانعطاف والقص وتقاوم اجهادات الانعطاف بالجناحين بينما يقاوم الجسد باجهادات القص.
ولما كانت الجوائز الصفائحية هي مجموعة من الصفائح المستوية الرقيقة يجب العناية للتأكد من عمل المقطع بالفعالية الضرورية وبحيث لا تنهار الصفائح المختلفة تحت أحمال خفيفة بسبب التجنيب لدلك وضعت قواعد لنسب العرض إلى سماكة لمنع التجنيب كما وضعت قواعد تشترط توديع مدعمات عند نقاط عديدة منها نقاط التحميل المباشر وعند نقاط الاستناد ’ولقد تم التوصل لهده القواعد وفق اعتبارات نظرية وعلمية.

## عمق وعرض الجائز الصفائحي
يفرض في بعض الأحيان عمق الجائز ألصفائحي بسبب متطلبات معمارية كضمان الارتفاع الشغال في منشأ ’وغالبا ما يختار المصمم عمق الجائز ألصفائحي ويؤخذ عادة عمق الجائز حوالي جزء من عشرة من الفتحة للأحمال الوسطية ومن اجل أحمال خفيفة في الأبنية العادية.مثلا يمكن اختيار العمق جزء من عشرين من الفتحة ويعطي عمق الجائز d بعلاقة تقريبية.
D=1.1(m/f)²
M : أكبر عزم انعطاف 
F : إجهاد الانعطاف المسموح به بالجناح
T : سماكة الجسد 
ويؤخذ عرض الجناح عادة حوالي ثلث العمق 
إلا انه كلما كان عمق الجائز ألصفائحي أكبر كلما كان عرض الجناح اصغر ’وكلما كان عمق جسد الجائز ألصفائحي أكبر كانت سماكة هدا الجسد المطلوبة أكبر أو كانت الحاجة لاستخدام مدعمات لمنع تجنيب الجسد.والمصمم الناجح يعطي عدة تصاميم لعمق الجائز ويختار التصميم ذا الوزن الأدنى. == متطلبات السهم ==
قد يؤدي السهم في الجوائز الصفائحية نتيجة الأحمال إلى إضعاف مقاومة هده الجوائز أو فعاليتها في أداء عمل كمنشأ ككل أو يؤدي إلى تلف مواد لتغطية وعدم عملها بما هي مصممة من اجله.بالاظافة إلى انه لا يرتاح لها الفرد لما يوحي له شكلها من عدم الاطمئنان ،يشترط النظام البريطاني إن يكون السهم العظمي نتيجة الأحمال الأخرى غير الدائمة اقل من جزء من ثلاثمائة وستين جزء من الفتحة.

## التغيير في مقطع الجائز
يمكن تخفيض سماكة الجناح ألصفائحي في أماكن انخفاض عزم الانعطاف كما يمكن تغيير عمق الجائز ألصفائحي وفق تغيير عزم الانعطاف.
أما في الإطارات وفي الجوائز المستمرة فان عزوم الانعطاف الكبيرة تواجه فوق المساند وعند العقد بين العناصر. 
المدعمات في الجوائز الصفائحية: =
صفائح الجسد في الجوائز الصفائحية تصمم لمقاومة القص ونظريا لمقاومة إجهاد القص تكفي سماكة بسيطة وبالتالي عمليا لابد من تدعيم جانبي لمنع التحنيب. وكما يجب التدعيم الجانبي عند جميع نقاط التحميل المركز أو عند نقاط الاستناد لمنع التحنيب المحلي. 
إجهاد القص المسموح به في الجسد في الجوائز الصفائحية:
إن مساحة الجسد في جائز صفيحي تحسب لمقاومة القص, أي انه يشترط إلا يتجاوز الإجهاد الاعظمي في الجسد الإجهاد المسموح به للقص كما توضع مدعمات للجسد عند التحقق من اثر التحنيب.

## المدعمات الوسطية
إن المدعمات الوسطية تقسم صفيحة الجسد في الجائز الصفائحي إلى مساحات صفيحية صغيرة مدعمة لمنع التحنيب بسبب القص واجهادات الضغط بسبب الانعطاف. 
تستخدم الصفائح المستوية للتدعيم بكثرة كما تستخدم أشكال نظامية كمقاطع tو الزوايا عندما يتطلب التدعيم القوي.
و يمكن أن يكون التدعيم بجهة واحدة من الجسد أو بجهتين.
وشاقوليا يمتد التدعيم من الجناح إلى الجناح ويلحم إلى صفيحة الجسد.
ويجب استخدام تدعيم أفقي إضافة إلى التدعيم الشاقولي في الجوائز الصفائحية.

## المدعمات الشاقولية
توضع هذه المدعمات الشاقولية على مسافات لا تزيد عن (d11.5):
1. من اجل سماكة جسد اقل من 85/d1 للفولاذ Grade 43
2. من اجل سماكة جسد اقل من 75/d1 للفولاذ Grade 50
3. من اجل سماكة جسد اقل من 65/d1 للفولاذ Grade 55

حيث d1 هي المسافة الصافية بين الجناحين (بين زاويتي الجناحين).
وتصمم هذه المدعمات بحيث لا ينقص عزم عطالة المقطع الأفقي للصفيحة المدعمة (أو الصفيحتين المتقابلتين) حول محور الجائز المار بمركز الجسد عن:
I=1.5d13t3/s2
حيث s :المسافة الصافية الأعظمية المسموح بها بين المدعمات.
t: السماكة الدنيا المطلوبة للجسد.
وفيما ازدادت قيمة t عن المطلوب أو إذا أنقصت المسافات بين المدعمات فلا داعي إلى زيادة قيمة عزم عطالة المدعمة.
ويتم التحقيق عادة باختيار الصفيحة أو التدعيم.

## المدعمات الأفقية
توضع المدعمة الأولى الأفقية على مسافة من الجناح المضغوط تساوي (5/2) خمسي المسافة من هذا الجناح المضغوط حتى المحور السليم عندما تكون سماكة الجسد تقل عن:
200/d2 من اجل فولاذ Grade 43 
180/d2 من اجل فولاذ Grade50 
155/d2 من اجل فولاذ Grade55 
ويجب ألا ينقص عزم عطالتهاعنI=4s1t3 
حيث s1 المسافة الواقعة بين المدعمات
t سماكة الجسد الدنيا المطلوبة
d2 تساوي ضعف المسافة الصافية بين الجناح والمحور السليم. 
وتوضع صفيحة مدعمة ثانية أفقية عند المحور السليم عندما تقل سماكة الجسد عن:250/d2 من اجل فولاذ Grade 43 
225/d2 من اجل فولاذ Grade 50 
190/d2 من اجل فولاذ Grade 55 
ويجب ألا يقل عزم العطالة عن I=d2t3 
وتمدد المدعمات الأفقية بين المدعمات الشاقولية وليس من الضروري استمرارها عبر الجميع.

## بروز المدعمات
فيما إذا لم يدعم باستمرار الطرف الخارجي من الصفيحة المدعمة. فان البروز من الجسد يجب ألا يزيد عن:¬5(للمقاطع النظامية) 
t16 من اجل فولاذ Grade 43 
t14 من اجل فولاذ Grade 50 
t12 من اجل فولاذ Grade 55 
حيثt سماكة المقطع النظامي المدعم أو سماكة الصفيحة المدعمة.

## تعرض الصفائح الشاقولية للأحمال الخارجية
عند تعرض الصفائح الشاقولية لعزم الانعطاف والقص الناتج عن لامركزية القوى الشاقولية أو تحت تأثير قوى عرضية يجب زيادة عزم عطالة مقطع الصفيحة المدعمة كمايلي:
من اجل لامركزية القوى الشاقولية فان الزيادة في عزم العطالة تساوي: (I=150 MD2/Et cm4, (I=1,5 MD2/Et
و من اجل القوى العرضية  (I=0,3 PD3/Et cm4, (I=3 PD3/Et
M (KN-m عزم الانعطاف
P (KN القوة الأفقية المطبقة في الجناح المضغوط عرضيا 
D (mm عمق الجائز الكلي
t (mm سماكة الجسد
E(N/mm2 معامل المرونة (يونغ) 

## المدعمات للتحميل المباشر
وصل الصفائح المدعمة إلى الجسد
توضع هذه المدعمات عند جميع نقاط التحميل وعند المساند لمنع انهيار الجسد. 
عندما لا تتعرض هذه الصفائح للأحمال الخارجية يجب أن تقاوم الوصلة قوة قاصة مقدرة ب KN/mm run تساوي t2/(8h) حيث 
h بروز الصفيحة المدعمة بالمليمتر
و بحال تعرض الصفيحة للأحمال الخارجية فتضاف قوى القص الناتجة إلى القيمة السابقة.

## المدعمات تحت الأحمال
وتدعى أيضا مدعمات التحميل وتصمم كعناصر مضغوطة (أعمدة) حيث يتبر مقطع العمود زوج المدعمات مع جزء من الجسد على كل طرف من مركز المدعمات يساوي عشرين ضعفا من سماكة الجسد أي 
المقطع =مساحة المدعمة+t240
يؤخذ نصف قطر العطالة حول محور الجائز. ويؤخذ الإجهاد باعتبار طول التحنيب يساوي 0.7 من طول المدعمة.
يؤخذ البروز للمدعمة بحيث يكون إجهاد التحميل على القسم الذي هو بتماس مع الجناح لا يتجاوز إجهاد التحميل المسموح به.
عند استعمال هذه المدعمات عند المساند لتامين المقاومة على الفتل فيشترط ألا يقل عزم عطالة المدعمة حول محور الجسد عن:
D3TR/250W
حيث Dالعمق الكلي للجائز
T:سماكة الجناح المضغوط الاعظمية 
R: رد الفعل على التحميل
W :الحمل الكلي على الجائز 
و تنتقل الأحمال من المدعمة إلى صفيحة الجسد من خلال لحام صفيحة التدعيم مع الجسد، ولذا يصمم اللحام لأخذ هذه القوى.